# Haruna Tabata
Haruna Tabata (田畑晴菜) född 27 maj 2002 i Osaka, är en japansk fotbollsspelare som spelar för AIK i Damallsvenskan.

## Karriär
Tabata började spela fotboll tidigt i Viento FC Toyono. I samband med att hon började högstadiet så bytte hon klubb till JFA Academy Sakai där hon blev kvar under resterande del av grundskolan. När det var dags att inleda studier på gymnasiet så blev det ytterligare ett klubbyte för Haruna Tabata som då flyttade till Cerezo Academy, även detta en lokal förening i Osaka. I klubben blev det också seniordebut och det blev totalt 18 A-lagsmatcher i klubben.
Inför säsongen 2022/2023 gick flyttlasset till Mynavi Vegalta Sendai som spelar i den japanska högstaserien, Yogibo WE League. Debuten skedde den 5 mars 2023 då hon fick hoppa in i andra halvlek. Den första säsongen i klubben gav totalt åtta matcher, varav fyra från start. Säsongen därpå blev det betydligt fler starter då hon i 17 av 22 matcher fanns med i startelvan. 
I landslagssammanhang har Tabata en hel del erfarenhet från de japanska ungdomslandslagen där hon bland annat var med och vann ett silver i U20-VM 2022.